# Одет (тропічний шторм, 2003)
Тропічний шторм «Одет» (англ. Tropical Storm Odette)  — рідкісний несезоний тропічний шторм, який вплинув на карибські острови на початку грудня 2003 року, п'ятнадцятий названий шторм в Атлантичному сезоні ураганів 2003 року, шторм сформувався біля берегів Панами через кілька днів після офіційного закінчення атлантичного урагану сезону, і врешті-решт здійснив вихід на Домініканську Республіку як помірний тропічний шторм, перш ніж стати позатропічним 7 грудня, розвіявшись через два дні.
Шторм завдав значної шкоди Домініканській Республіці від незвично рясних опадів у грудні. Підготовка, що передувала виходу Одет, призвела лише до восьми смертей та 14 поранень. Загальний збиток невідомий, хоча збитки врожаю в Домініканській Республіці склали понад 8 млн. доларів США (2003 р.).

## Метеорологічна історія

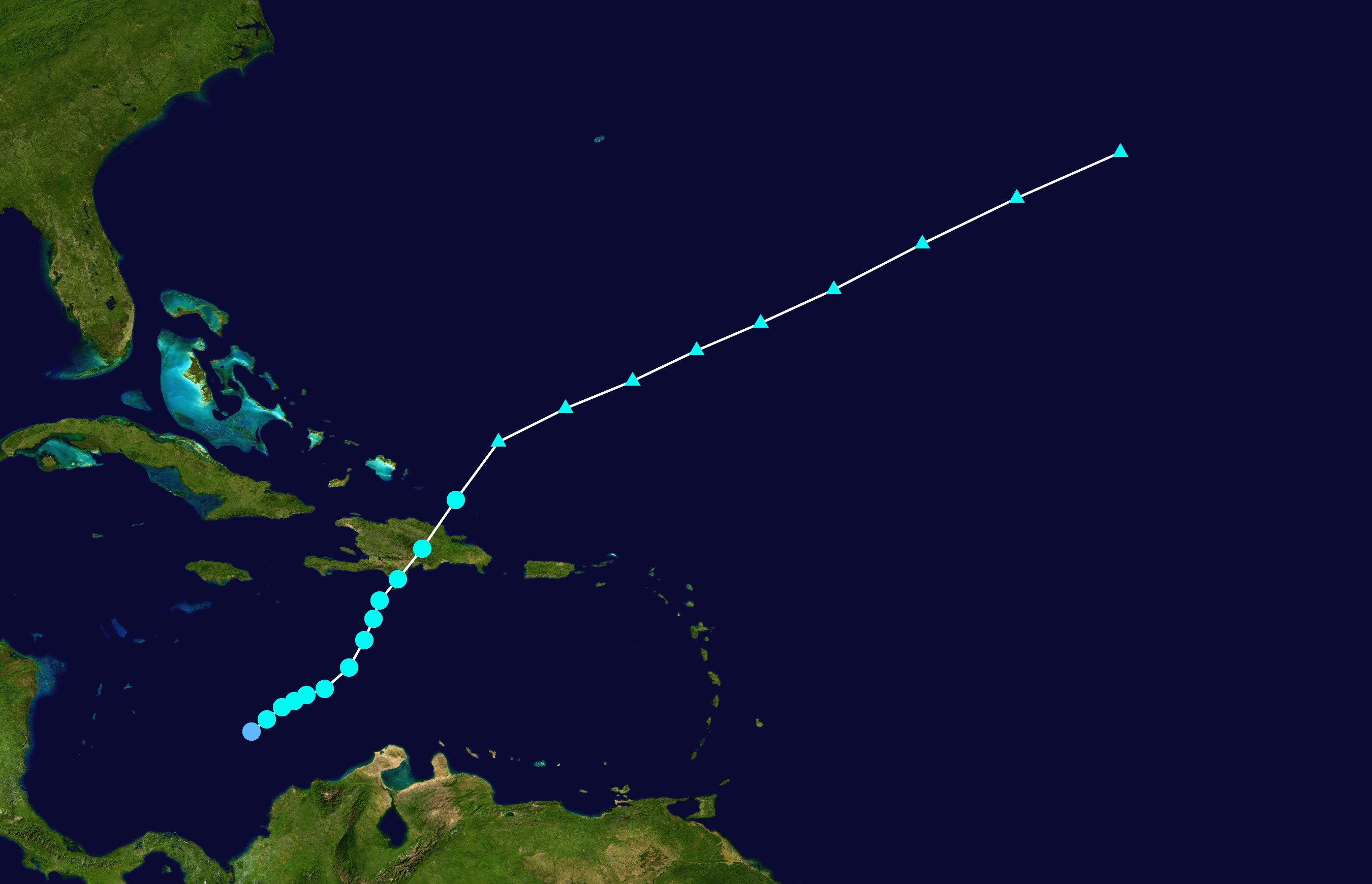
Траєкторія руху Тропічного шторму Одет

До 30 листопада, в останній день сезону ураганів в Атлантиці, нерухомий фронт простягнувся через східну Кубу до південно-західного Карибського моря . 1 грудня о області низького тиску, розробленої в рамках фронтальної зони, до півночі від Панами, і антициклон висоті справив хороший відтік над центром низького рівня. Мінімум залишався майже нерухомим протягом наступних кількох днів, і він поступово відокремлювався від нерухомого фронту. Конвекція збільшилася по всій території через вологу зі сходу Тихого океануі помірне розбіжність. Посилений зсув вітру погіршив систему 2 грудня, хоча конвекція знову розвинулася, коли система розпочала дрейф на північний схід. 3 грудня циркуляція середнього рівня розвинулася приблизно за 225 миль на північ від поверхневого центру. Конвекція збільшилася і стала краще організованою, коли слабка тропічна хвиля досягла району, і, за оцінками, система переросла в Тропічну депресію двадцять приблизно в 1200 UTC 4 грудня, розташована приблизно за 560 км на південь від Кінгстона, Ямайка; спочатку прогнозувалось, що западина простежуватиметься на північ-північний схід і проходитиме над західним Гаїті.

Тропічний шторм Одет незабаром після того, як її назвали 4 грудня

Після того класифікований як тропічний циклон, депресія була вбудована в південно — західному потоці між хребтом над східною частини Карибського моря і в середніх широтах корито, що викликало стійкий рух на північний-схід. Конвекція, організована в центральну щільну хмарність з чітко визначеною хмарною смугою, яка частково огинає центр, і на підставі оцінок супутникових знімків депресія була модернізована до статусу тропічної шторму; пізно 4 грудня Національний центр ураганів назвав шторм Одет. Після того, як була названа, шторм посилився, незважаючи на помірний зсув південно-західного вітру та особливості очевидним на мікрохвильових супутникових знімках. Крім того, розвинулося приблизно три четвертих окулярів середнього рівня. Буру оцінювали за вітру 40–50 миль / год (65–85 км / год), хоча Національний центр ураганів зауважив, що вітри могли бути сильнішими через відсутність структурних даних. Функція ока зменшилася, оскільки конвективна структура дещо погіршилася, і «Мисливці на урагани» вперше полетіли в шторм приблизно в 1200 UTC 5 грудня. Одет відстежувала область теплих температур поверхні моря, і загальна картина хмар поступово вдосконалений; Геофізична гідродинаміка передбачав, що шторм набуде статусу урагану. На початку 6 грудня шляхопровід TRMM показав 80 % закритих окулярів, і о 06:00 UTC Одетта досягла пікових вітрів 100 миль / год (100 км / год), розташованих приблизно на 395 км / год на південний захід з Санто — Домінго, Домініканська Республіка.
Досягнувши пікової інтенсивності, Одетта почала прискорюватися на північний схід, що зменшило зсув вітру та трохи збільшило його відтік на південний захід. Центр низького рівня уповільнився, наближаючись до Іспаньоли, хоча конвекція тривала швидко на північний схід. Не зумівши зберегти вертикальну організацію, Одетта злегка ослабла і здійснила обвал на національному парку Ярагуа, в провінції Педерналес Домініканської Республіки, близько 2300 UTC 6 грудня з вітром 60 миль / год (95 км / год). Циркуляція порушилася, перетинаючи країну, і 7 грудня вона вийшла в Атлантичний океан з вітром 45 миль / год (75 км / год). Він прискорився на північний схід перед наближенням холодного фронту, і наприкінці 7 грудня Одетта перейшла у позатропічний циклон, коли його центр вбудовувався у фронт. Залишки швидко продовжувались на північний схід, перш ніж 9 грудня втратили свою ідентичність у фронтовій зоні; фронтальна зона, яка поглинула Одет, також поглинула Тропічний шторм Пітер через кілька днів.

## Підготовка
До передбачуваного прибуття Одет уряд Домініканської Республіки видав евакуацію понад 10 000 людей, переважно з тих, що мешкають біля річок. Було створено щонайменше 2000 притулків, здатних вмістити до 800 000 людей. Крім того, уряд мобілізував армію, щоб змусити тих, хто не бажає залишати свої домівки. Такі запобіжні заходи були вжиті через вже насичених земель від сильних опадів за три тижні до цього.
Попередження було видано між Санто — Домінго і Домініканська Республіка / Гаїті кордону 4 грудня, 56 годин до виходу на сушу. Це було підвищено до попередження про тропічну шторм 5 грудня, а за 32 години до суші. Крім того, попередження про шторм було видано по всій гаїтянській узбережжі та Ямайці.

## Наслідки
Перебуваючи над південно-західним Карибським морем, випадала сильна кількість опадів, у тому числі до її утворення. Протягом декількох днів шторм спричиняв дощі в Панамі, Коста-Риці та на східному узбережжі Нікарагуа . У Колумбії шторм спричинив кількість опадів у Пуерто-Колумбії до 200 мм. На Ямайці прошли помірні дощі, затопивши кілька доріг у парафіях Сент-Анн та Сент-Мері. Одет завдала помірного збитку та 8 смертей у Домініканській Республіці.

### Домініканська республіка
Вітри від Тропічного шторму Одет були відносно слабкими по всій Домініканській Республіці, пік 60 км / год спостерігався в Санто-Домінго . Буря випала сильна кількість опадів протягом декількох годин, що склало максимум 9 мм (230 мм) в Ісла-Саона . Кілька інших місць також повідомляли про понад 4 дюйма. Опади спричинили селеві зливи та повені, змусивши кілька річок розлитися у поєднанні з попередніми дощами. Крім того, поблизу Санто-Домінго було зареєстровано торнадо, який зруйнував один будинок та зруйнував кілька інших.
Повені та селеві пошкодження пошкодили до 60 000 будинків та зруйнували 34. Поривчастий вітер спричинив відключення електроенергії. Затоплення річки призвело до обвалення двох мостів, що ізолювало кілька громад. Зсуви закопали кілька доріг, хоча влада швидко їх відремонтувала. Дощі також затопили поля, що призвело до серйозної шкоди врожаю. Втрачено близько 85 % врожаю бананів, тоді як урожай кави зазнав збитків незадовго до сезону збору врожаю. Збитки врожаю склали близько 8 мільйонів доларів (2003 доларів США). Крім того, надмірні затоплення забруднюють запаси води, залишаючи кілька районів без чистої води та санітарії.
Загалом, Тропічна буря Одет спричинила 8 смертей та 14 поранень, в основному внаслідок повенів та селевих потоків. Крім того, дві непрямі смерті пов'язані із штормом через серцеві напади. Сусідній Гаїті мало що зазнав від шторму.

### Пуерто Рико

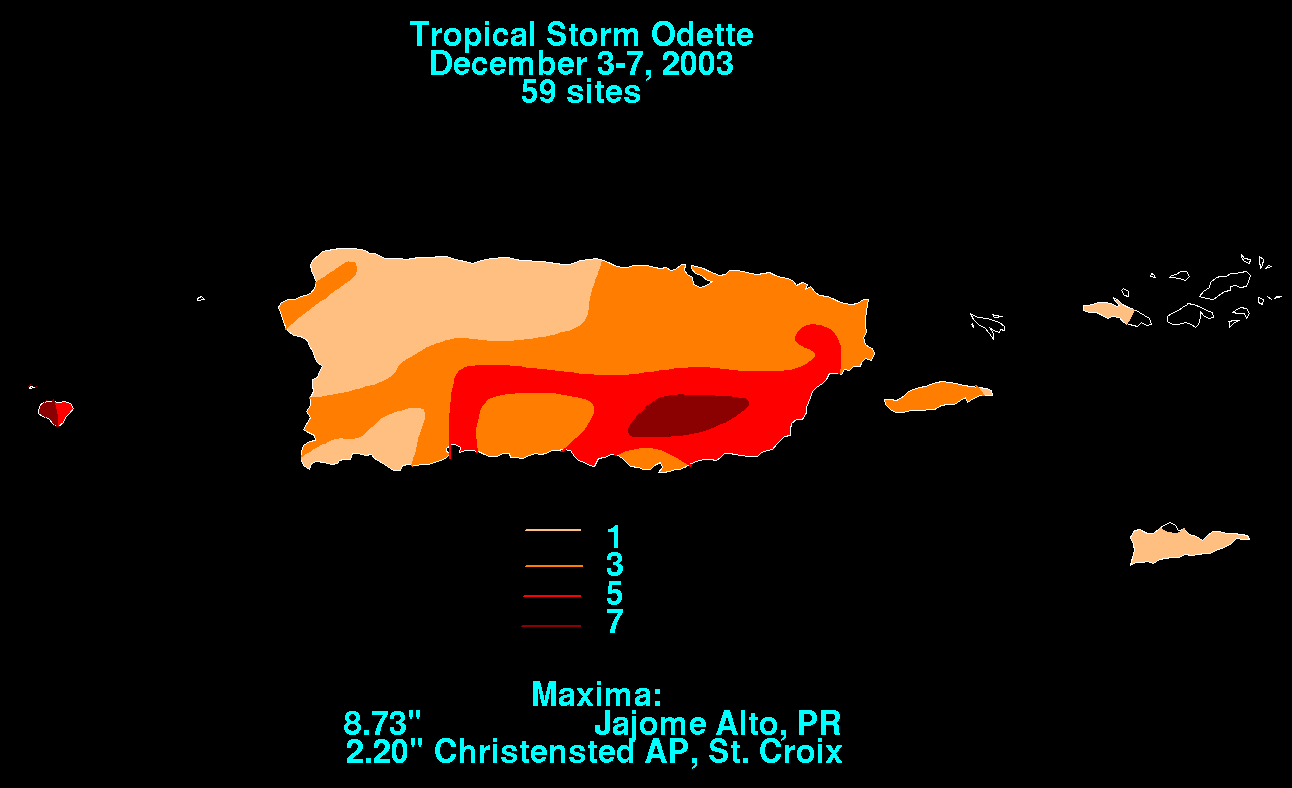
Rainfall totals from Odette

Хоча Одет пройшла 280 миль на захід від міста Маягуес, Пуерто-Рико, шторм спричинив помірні опади по всьому Пуерто-Рико та Віргінським островам США . Опади в Пуерто-Рико були найсильнішими на південному сході, де пік 8,73 дюйма (221,74 мм) був зафіксований в Хахоме-Альто . Також шторм спричинив до 55,9 мм опадів у Крістіанстед на Сен-Круа.
Дощі Одет спричинили повені на всіх річках острова . Затоплення річки зруйнувало три мости, в результаті чого було завдано збитків на 20 000 доларів (2003 доларів США). Повені також спричинили селевий зсув поблизу кладовища в Хумакао. Дощі також затопили численні дороги, хоча загальний збиток був мінімальним по всьому Пуерто-Рико та на Віргінських островах.